# Ulica Mikołaja Kopernika w Katowicach
Ulica Mikołaja Kopernika w Katowicach − jedna z ulic w katowickim Śródmieściu.

## Opis

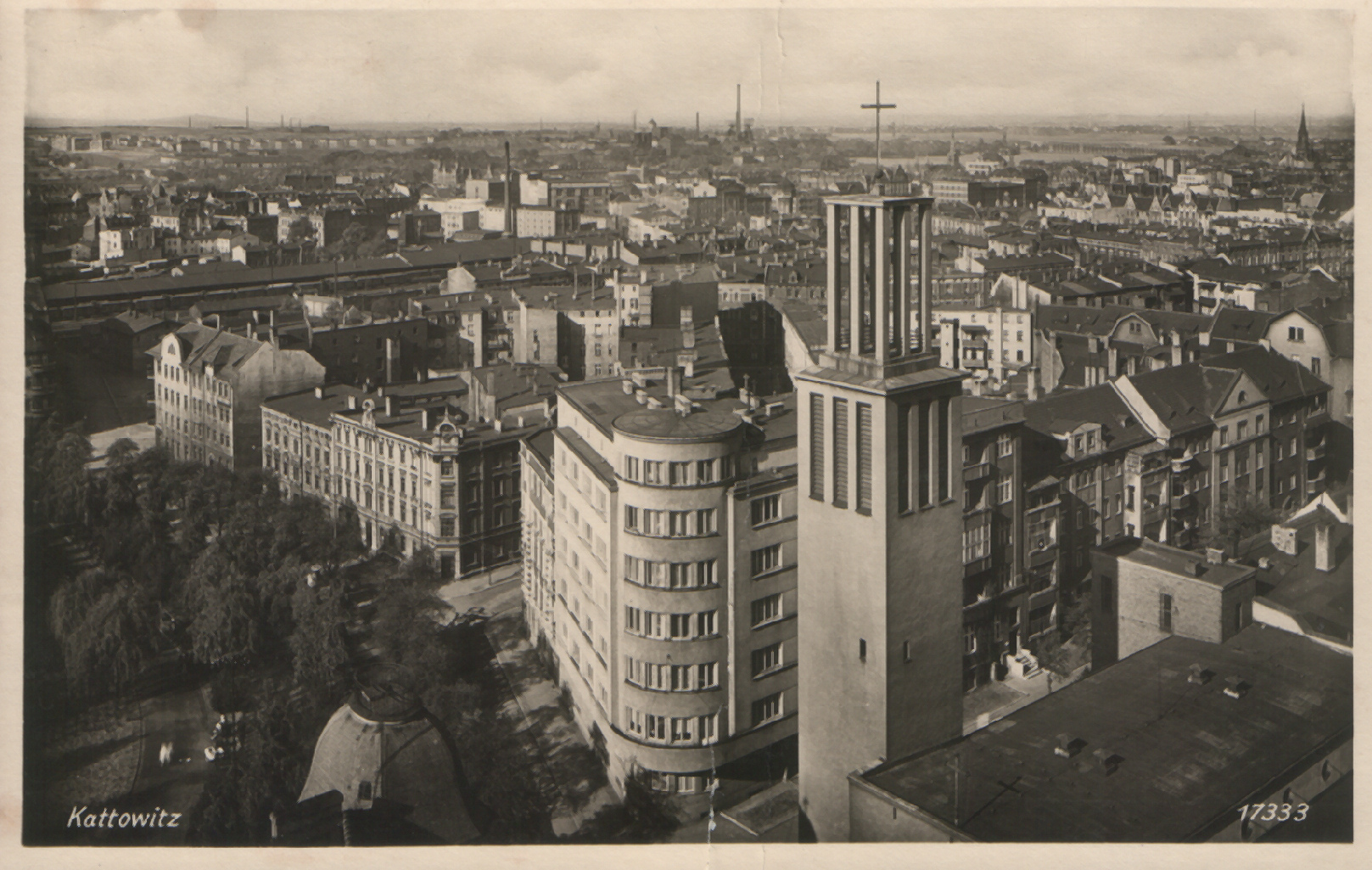
stara pocztówka przedstawiająca róg ul. Kopernika i pl. Andrzeja, widoczny także Kościół garnizonowy

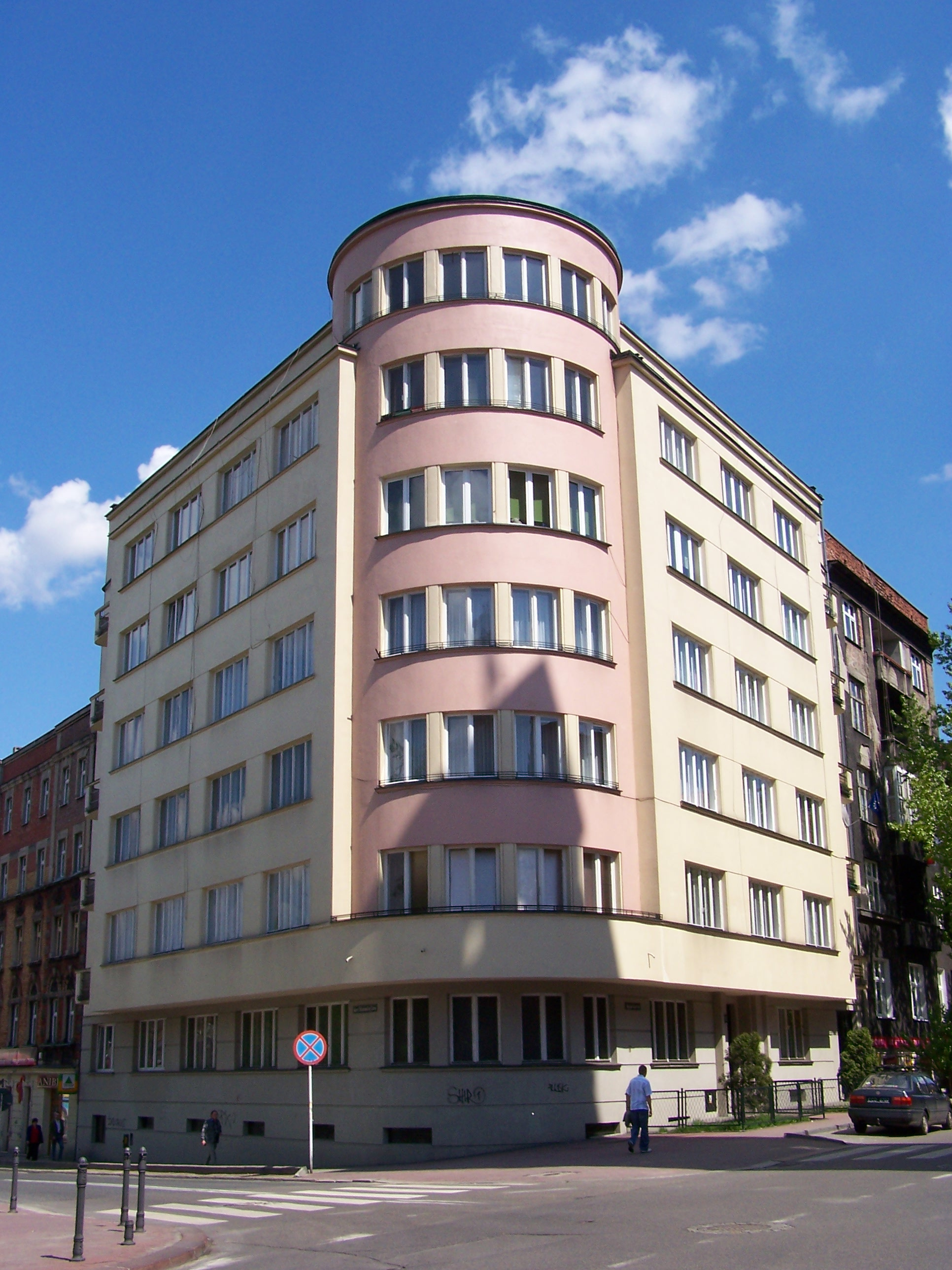
Modernistyczny budynek na rogu ul. Kopernika i pl. Andrzeja

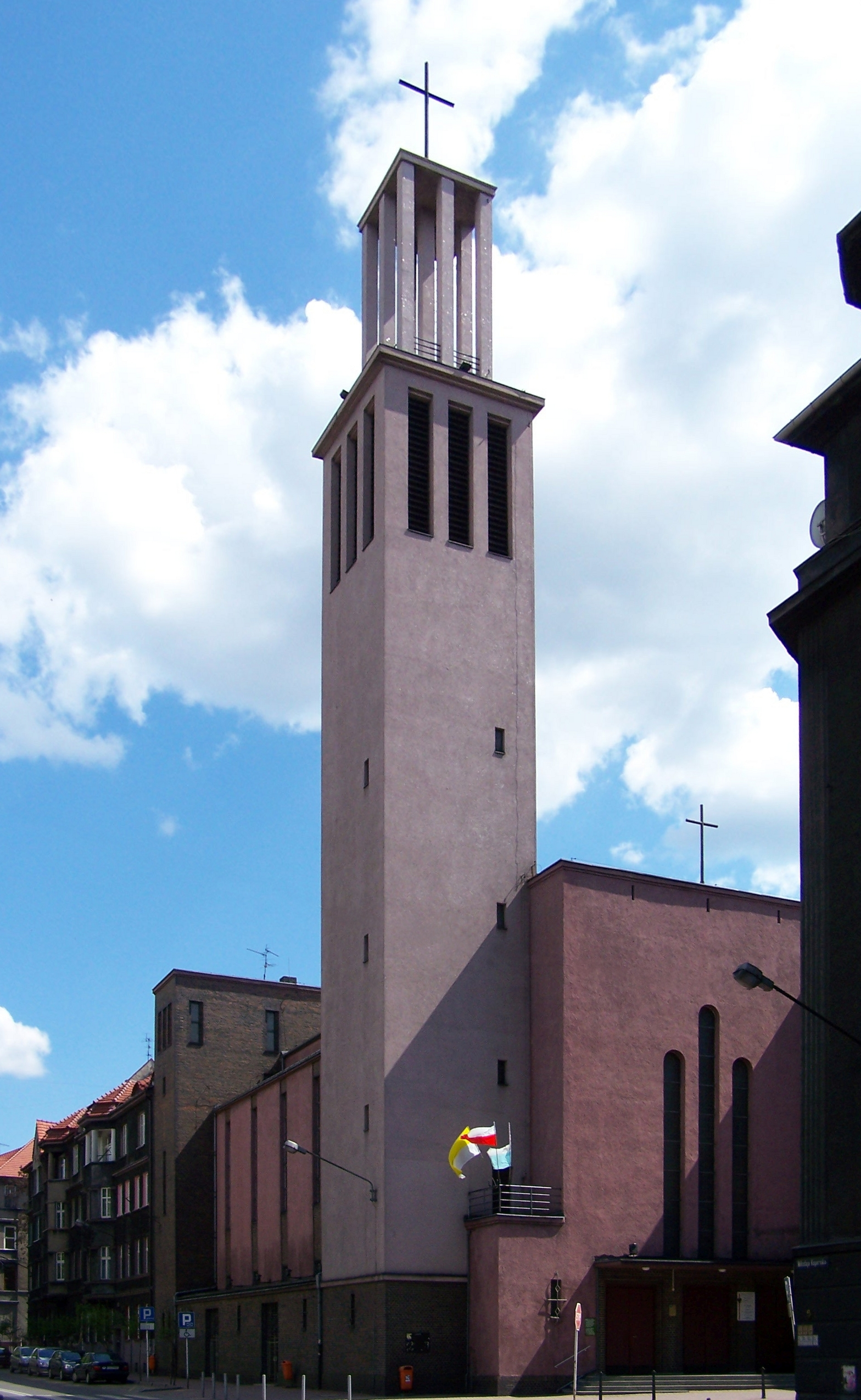
Kościół garnizonowy św. Kazimierza

Ulica rozpoczyna swój bieg od skrzyżowania z ul. Tadeusza Kościuszki (pl. Karola Miarki). Następnie krzyżuje się z ulicami: Styczyńskiego, Michała Drzymały, Marii Skłodowskiej-Curie, biegnie obok placu Andrzeja, Aresztu Śledczego. Kończy swój bieg przy skrzyżowaniu z ulicą Mikołowską.
W okresie Rzeszy Niemieckiej (do 1922) ulica nosiła nazwę Scharnhorststraße, dla upamiętnienia Gerarda Joanna Dawida Scharnhorsta − przewodniczącego Wojskowej Komisji Reorganizacyjnej. Taka też nazwa obowiązywała w okresie niemieckiej okupacji Polski w latach 1939−1945.
U zbiegu ulic Mikołaja Kopernika i Marii Skłodowskiej-Curie odsłonięto 24 maja 2001 roku Pomnik Ofiar Katynia. Na murze więzienia (róg pl. Andrzeja i ul. Mikołaja Kopernika) została umieszczona tablica, upamiętniająca żołnierzy Śląskiego Okręgu Armii Krajowej zamordowanych w katowickim więzieniu w czasie II wojny światowej i w okresie stalinowskim.
Przy ul. M. Kopernika swoją siedzibę mają: banki i towarzystwa ubezpieczeniowe, kancelarie adwokackie, restauracja Zaklęty Czardasz.
Przy ulicy Kopernika znajduje się przystanek linii autobusowych ZTM.

## Obiekty historyczne
Przy ul. Mikołaja Kopernika znajdują się następujące historyczne obiekty:
- Kościół garnizonowy św. Kazimierza Królewicza, wpisany do rejestru zabytków (nr rej.: 1378/88 z 2 listopada 1988; A/604/2020 z 11 lutego 2020[9]), wzniesiony w latach 1930−1933, w stylu funkcjonalizmu według projektu Leona Dietz d’Army oraz J. Zawadzkiego[10]; kościół jest tynkowany, trójnawowy, bazylikowy, z emporami (gankami nad nawami bocznymi) otwartymi do nawy głównej; posiada jedną wieżę posadowioną w narożniku. Projektanci zakomponowali w jednej bryle kościół i plebanię, a cały zespół wbudowali w narożnik między dwoma ulicami (Kopernika i M. Curie-Skłodowskiej); wnętrze ma zachowane oryginalne wyposażenie funkcjonalistyczne i w stylu art déco; jego autorami są (poza architektami): Zofia Trzcińska-Kamieńska − Droga Krzyżowa i rzeźba Najświętszego Serca Pana Jezusa; Henryk Kunzek − Matka Boska Immaculata; Leon Kowalski − obraz Matki Boskiej Królowej Polski; Marian Szpindler − Chrystus w ołtarzu głównym, Karol Muszkiet − rzeźba św. Antoniego z Padwy; obiekt konsekrowano 25 czerwca 1933[11];
- kamienica mieszkalna (ul. M. Kopernika 2)[12];
- narożna kamienica mieszkalna (ul. M. Kopernika 3, ul. Styczyńskiego 1)[12];
- kamienica mieszkalna (ul. M. Kopernika 4)[12];
- narożna kamienica mieszkalna (ul. M. Kopernika 5, 7, róg z ul. Styczyńskiego)[12];
- narożna kamienica mieszkalna (ul. M. Kopernika 6, ul. M. Drzymały 2)[12];
- kamienica mieszkalna (ul. M. Kopernika 8)[12];
- kamienica mieszkalna (ul. M. Kopernika 9)[12];
- kamienica mieszkalna (ul. M. Kopernika 11)[12]; mieści się tu Muzeum Barbary i Stanisława Ptaków;
- narożna kamienica mieszkalna (ul. M. Kopernika 12, róg z ul. M. Skłodowskiej-Curie)[12];
- narożna kamienica mieszkalna (ul. M. Kopernika 13, róg z ul. M. Skłodowskiej-Curie)[12];
- kamienica mieszkalna (ul. M. Kopernika 14)[12]; w latach międzywojennych znajdowała się tu redakcja sanacyjnego dziennika Polska Zachodnia, obecnie (2021) siedziba Centrum Organizacji Pozarządowych;
- kamienica mieszkalna (ul. M. Kopernika 16)[12];
- narożna kamienica mieszkalna (ul. M. Kopernika 24, ul. J. Kilińskiego 5)[12];
- kamienica mieszkalna (ul. M. Kopernika 32)[12].